# Onesia clausa
Onesia clausa este o specie de muște din genul Onesia, familia Calliphoridae. A fost descrisă pentru prima dată de Macquart în anul 1848. Conform Catalogue of Life specia Onesia clausa nu are subspecii cunoscute.